# Phylloscopus sarasinorum
A Phylloscopus sarasinorum a verébalakúak (Passeriformes) rendjébe, ezen belül a füzikefélék (Phylloscopidae) családjába és a Phylloscopus nembe tartozó faj. 11 centiméter hosszú. A Celebesz-sziget hegyvidéki nedves erdős területein él 600-3500 méteres tengerszint feletti magasságon. Apró ízeltlábúakkal táplálkozik.

## Alfajai
- P. s. nesophilus (Riley, 1918) – észak-, közép- és délkelet-Celebesz;
- P. s. sarasinorum (A. B. Meyer & Wiglesworth, 1896) – délnyugat-Celebesz.

## Fordítás
- Ez a szócikk részben vagy egészben  a   Sulawesi leaf warbler című angol Wikipédia-szócikk fordításán alapul.  Az eredeti cikk szerkesztőit annak laptörténete sorolja fel. Ez a jelzés csupán a megfogalmazás eredetét és a szerzői jogokat jelzi, nem szolgál a cikkben szereplő információk forrásmegjelöléseként.